# Чану Мик (Клуж)
Чану Мик (рум. Ceanu Mic) насеље је у Румунији у округу Клуж у општини Турени. Oпштина се налази на надморској висини од 526 m.

## Становништво
Према подацима из 2002. године у насељу је живело 519 становника.

### Попис2002.
| Расподела становништва по националности 2002.‍ | Расподела становништва по националности 2002.‍ | Расподела становништва по националности 2002.‍ | Расподела становништва по националности 2002.‍ | Расподела становништва по националности 2002.‍ |
| --------------------------------------------- | --------------------------------------------- | --------------------------------------------- | --------------------------------------------- | --------------------------------------------- |
|                                               |                                               |                                               |                                               |                                               |
| Румуни                                        | Румуни                                        |                                               | 514                                           | 99,0%                                         |
| Мађари                                        | Мађари                                        |                                               | 5                                             | 1,0%                                          |